# 1. deild karla 1996
Mùa giải 1996 của 1. deild karla là mùa giải thứ 42 của bóng đá hạng hai ở Iceland.

## Bảng xếp hạng
| Vị thứ | Đội          | Số trận | Thắng | Hòa | Thua | Bàn thắng | Bàn thua | Hiệu số | Điểm | Ghi chú                     |
| ------ | ------------ | ------- | ----- | --- | ---- | --------- | -------- | ------- | ---- | --------------------------- |
| 1      | Fram         | 18      | 12    | 5   | 1    | 55        | 16       | +39     | 41   | Thăng hạng Úrvalsdeild 1997 |
| 2      | Skallagrímur | 18      | 11    | 4   | 3    | 34        | 17       | +17     | 37   | Thăng hạng Úrvalsdeild 1997 |
| 3      | Þróttur R.   | 18      | 10    | 6   | 2    | 38        | 21       | +17     | 36   |                             |
| 4      | KA           | 18      | 7     | 5   | 6    | 36        | 33       | +3      | 26   |                             |
| 5      | Þór A.       | 18      | 7     | 5   | 6    | 28        | 29       | -1      | 26   |                             |
| 6      | FH           | 18      | 7     | 4   | 7    | 26        | 22       | +4      | 25   |                             |
| 7      | ÍR           | 18      | 5     | 4   | 9    | 22        | 39       | -17     | 19   |                             |
| 8      | Víkingur R.  | 18      | 5     | 3   | 10   | 20        | 33       | -13     | 18   |                             |
| 9      | Völsungur    | 18      | 4     | 3   | 11   | 25        | 43       | -18     | 15   | Xuống hạng 2. deild 1997    |
| 10     | Leiknir R.   | 18      | 1     | 3   | 14   | 17        | 48       | -31     | 6    | Xuống hạng 2. deild 1997    |

## Danh sách ghi bàn
| Cầu thủ                      | Số bàn thắng | Đội bóng     |
| ---------------------------- | ------------ | ------------ |
| Þorbjörn Atli Sveinsson      | 16           | Fram         |
| Ágúst Ólafsson               | 14           | Fram         |
| Sindri Grétarsson            | 14           | Skallagrímur |
| Þorvaldur Makan Sigbjörnsson | 12           | KA           |
| Hreinn Hringsson             | 10           | Þór A.       |
| Heiðar Sigurjónsson          | 10           | Þróttur R.   |